# Raymond Mason

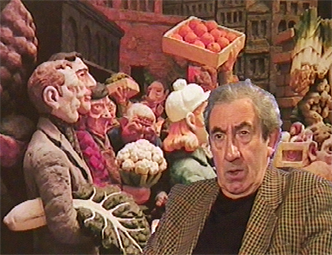
Raymond Mason in 1995

Raymond Mason (Birmingham, 1922 - 13 februari 2010) was een Engelse beeldhouwer.
Mason volgde een opleiding aan de Birmingham School of Arts and Crafts bij William Bloye, aan het Royal College of Art en aan de Slade School of Fine Art. Hij woonde en werkte sinds 1946 in Parijs en was goed bevriend met Nobelprijs-winnaar Maurice Wilkins.
Mason maakte veel beeldhouwwerken uit klei met dicht op elkaar gepakte mensen. Werken van hem zijn onder meer te zien op de McGill College Avenue in Montreal (Canada), in de Tuileries in Parijs, in Georgetown (Washington) en op Madison Avenue in New York. Zijn controversiële werk Forward! uit 1991 op Centenary Square in Birmingham werd in 2003 vernield door brandstichting. Het beeldbouwwerk, gemaakt van glasvezelversterkte kunststof, verwees naar DNA: het geheim van het leven.